# Alicia's Diary
Alicia's Diary is een kort verhaal van de Engelse schrijver Thomas Hardy. Het uit tien korte hoofdstukken bestaande verhaal verscheen voor het eerst in twee afleveringen van de Manchester Weekly Times op respectievelijk 15 en 22 oktober 1887. Daarna werd het nog in diverse provinciale Engelse kranten en Amerikaanse bladen gepubliceerd. Vervolgens werd het opgenomen in de bundel A Changed Man and Other Tales, die in 1913 werd uitgebracht in Groot-Brittannië en de Verenigde Staten.
Het verhaal wordt verteld door Alicia, die de gebeurtenissen vermeldt in haar dagboek, dat zij min of meer regelmatig bijhoudt. Het betreft de liefdesperikelen van haar jongere zus Caroline en van haarzelf. Zij zijn de dochters van een dominee en zijn vrouw in een niet bij name genoemd dorp in Hardy's fictieve graafschap Wessex. Ook in dit verhaal van Hardy spelen het (nood)lot en het toeval een bepalende rol. Enige onlogische aspecten in de vertelling worden verklaard door het feit dat de vader, een goede en meegaande man, zich aanvankelijk nogal afzijdig opstelt wat betreft de bezigheden en de zielenroerselen van de vrouwen in zijn gezin.

## Het verhaal
Caroline en haar moeder reizen naar Versailles om daar een periode door te brengen bij kennissen en om Caroline kennis te laten maken met Parijs en de grote wereld. Uit de correspondentie tussen de zussen wordt het Alicia allengs duidelijk dat haar zus heeft kennisgemaakt met en is gevallen voor de knappe kunstschilder Charles de la Feste en er is sprake van een mogelijk huwelijk. Dan wordt de moeder ernstig ziek en overlijdt vrij onverwacht, waardoor de verwachte gebeurtenissen vertraging oplopen. Caroline keert terug, in de verwachting dat haar geliefde snel zal komen, maar door zijn werkzaamheden gebeurt dat niet op korte termijn. Als hij eindelijk arriveert en Alicia ontmoet is er wederzijds sprake van liefde op het eerste gezicht. Daarnaast blijkt dat Alicia beter in staat is op gelijk niveau met de schilder te converseren, terwijl Caroline op dat punt wat minder gepolijst is. Er ontstaat daardoor een lastige situatie, die alleen maar voortduurt omdat Charles vertrekt. Zijn correspondentie met Caroline verkoelt en geruime tijd horen ze niets van hem. De situatie grijpt Caroline enorm aan en haar gezondheid gaat zienderogen achteruit, zodanig zelfs dat men vreest voor haar leven. Alicia smeekt Charles om terg te keren om haar zus zo mogelijk te redden en zij vraagt hem zijn trouwbelofte waar te maken, mocht zij overleven. Zijn dilemma is dat als Caroline na het huwelijk alsnog zou overlijden, hij dan volgens de wet niet met Alicia kan trouwen en hij dus beide vrouwen zou verliezen. Dan bedenkt Alicia de mogelijkheid van een 'onecht' huwelijk, dat bij Carolines herstel alsnog zou kunnen worden bekrachtigd en bij haar overlijden een huwelijk met Alicia niet in de weg zou staan. Bij afwezigheid van de vader wordt met behulp van een preeklezer uit een naburige parochie, die een zwak heeft voor de zusters, dit onechte huwelijk gesloten. De onwetende Caroline leeft hierdoor op en krijgt geleidelijk haar gezondheid terug.
Charles bevindt zich vervolgens in Venetië en laat weinig van zich horen. Caroline, in de veronderstelling dat hij wellicht ziek is, reist onverwacht naar Venetië. Alicia en haar vader willen dit voorkomen en reizen haar achterna, maar treffen haar pas in die stad zelf. Daar komen de zaken tot een climax, alles wordt opgehelderd tussen de betrokkenen en Alicia weet Charles uiteindelijk te overtuigen toch met Caroline te trouwen. Hij stemt hierin toe als in een erezaak, maar geeft aan niet voor de gevolgen in te staan. Het huwelijk vindt inderdaad plaats in Engeland. Nog op diezelfde dag, als het echtpaar op het punt staat op reis te gaan, verdwijnt Charles onverwacht. Zijn lichaam wordt korte tijd later in het water aangetroffen. Een onderzoek lijkt erop te wijzen dat Charles nog een kort bezoek wilde brengen aan een arme bevriende schilder in de buurt om hem wat geld toe te stoppen en daarbij te water is geraakt en verdronken. Deze lezing wordt door Alicia betwijfeld als een onlogische actie op een dergelijk moment en ze is ervan overtuigd dat Charles zich van het leven heeft beroofd.

Een laatste aantekening in het dagboek dateert van vijf jaar later, waarin Alicia de zaak ten slotte wil afronden. Een jaar eerder is Caroline getrouwd met de hulppredikant die eerder in het verhaal een rol speelde en die met veel geduld haar voor zich heeft weten te winnen. De zaak is daarmee afgerond, ieder heeft geboet voor zijn zonden. Alicia eindigt met de verzuchting dat Caroline gelukkig mag worden en nooit meer zal worden bedrogen.